# Płyta antarktyczna

Płyta antarktyczna zaznaczona na ciemnoniebiesko

Płyta antarktyczna – płyta tektoniczna, obejmująca swoim zasięgiem Antarktydę i najbardziej południowe części Atlantyku, Oceanu Indyjskiego oraz Pacyfiku.
Od północy graniczy z płytą afrykańską, australijską, pacyficzną, Nazca, południowoamerykańską i płytą Scotia.
Jej granicę stanowią: Grzbiet Afrykańsko-Antarktyczny, Grzbiet Zachodnioindyjski, Grzbiet Australijsko-Antarktyczny, Grzbiet Południowopacyficzny i Grzbiet Amerykańsko-Antarktyczny.
Do płyty antarktycznej należą mniejsze płyty: Wyniesienie Kergueleńskie, płyta szetlandzka i płyta Sandwich.
Powierzchnia płyty antarktycznej wynosi około 60 900 000 km², co czyni ją piątą pod względem wielkości płytą tektoniczną.
Płyta antarktyczna ze wszystkich stron otoczona jest przez grzbiety śródoceaniczne, w obrębie których w strefie spreadingu powstaje nowa skorupa oceaniczna, w związku z czym od kredy, a być może od górnej jury powiększają się południowe części oceanów, a pozostałe kontynenty oddalają się od Antarktydy w kierunku północnym. Od Antarktydy stale też oddalają się strefy spreadingu, czyli nowa skorupa ziemska jest generowana ze wszystkich stron coraz dalej na północ.